# Eric Tinkler
Eric Tinkler (né le 20 juillet 1970 à Roodepoort, dans l'ancienne province du Transvaal) est un footballeur sud-africain jouant au poste de milieu de terrain. 

## Biographie
Eric Tinkler a joué notamment à Barnsley en Angleterre et à Cagliari en Italie (où il fut le premier sud-africain à jouer dans le Calcio). Il compte 46 sélections et un but en équipe d'Afrique du Sud entre 1994 et 2002, participant aux coupes du monde 1998 et 2002 et remportant la Coupe d'Afrique des Nations 1996. Il est désormais entraîneur.

## Parcours d'entraineur
- 2015-2016 :  Orlando Pirates
- 2016-2017 :  Cape Town City
- 2017-mars 2018 :  Supersport United
- 2018-déc 2018 :  Chippa United
- jan. 2019-nov. 2020 :  Maritzburg United
- mai 2021-déc. 2024 :  Cape Town City
- mars 2025- :  Sekhukhune United